# La Réserve des Suisses Morts
La Réserve des Suisses Morts es una instalación de Christian Boltanski perteneciente a la serie Suisses Morts, y que forma parte de la colección del Instituto Valenciano de Arte Moderno. Se trata de una de las obras más representativas del autor, y ha estado presente en diferentes exposiciones en todo el mundo, con versiones en el TATE y el Pompidou. Se compone de 2.580 cajas de metal con fotografías, que representan el rostro de otros tantos ciudadanos suizos anónimos.
La instalación se encuadra en otras obras del artista que tratan el trauma y la vida humana, presentando la fotografía de un ciudadano suizo muerto en cada una de las cajas la forman. Creada entre 1991 y 1993, la instalación está formada por 2.580 cajas diferentes, con fotografías de ciudadanos anónimos extraídas de la sección de necrológicas de un periódico local. Con esta obra, el autor hace referencia a la neutralidad suiza y lanza la pregunta retórica: ¿De qué mueren los suizos?. La elección se debe al hecho de que Suiza es un país conocido por no involucrarse en conflictos internacionales y por su estabilidad política, hecho que no impide que sus ciudadanos mueran.